# Hadar (namn)
Hadar är ett mansnamn med nordiskt ursprung, men fanns inte under vikingatiden.
Det är bildat av samma isländska (fornvästnordiska) ord som gett namn till guden Höder och som betyder strid eller kämpe. Det togs in i almanackan 1986 men åkte ut igen när 2001 års namnlängd skrevs samman.
Det finns en handfull som heter Hadar i varje årskull men av dem som är födda på 1990-talet är det bara fyra som fått det som tilltalsnamn. Den 31 december 2006 fanns det totalt 3 430 män i Sverige med namnet, varav 81 med det som tilltalsnamn.  Den 31 december 2014 hade det minskat till totalt 368 män, varav 53 med Hadar som tilltalsnamn. De flesta bor i norra Sverige och är födda i början av förra seklet. Dessutom finns det 23 kvinnor som har förnamnet Hadar, av dessa har 19 namnet som tilltalsnamn.
Hadar är även en alternativ stavning av det bibliska Hadad, som förekommer på ett flertal personer i Bibeln, bl.a. Ismaels åttonde son och Edoms siste konung.. Som judiskt namn förekommer Hadar på bägge könen och ska då betyda ära, heder eller prakt. Hadar-Eser (eller Hadad-Eser), Rehobs son, konung i det syriska riket Sova, blev tre gånger slagen och kuvad av Kung David.
Namnsdag: 1 april (1986-1992), 10 oktober (1993-2000). Utgår från almanackan 2001.

## Personer med namnet Hadar
- Hadar Berglund, rättslärd, professor, rektor för Handelshögskolan i Göteborg
- Hadar Cars, politiker, handelsminister
- Hadar Halén, affärsman, grundare av postorderföretaget Haléns
- Hadar Hessel, svensk författare och kåsör, signaturen Gustafsson med Muntascherna
- Hadar Kronberg, sångare och musiker
- Hadar Lidén, civilingenjör, konstruktör och hedersdoktor
- Hadar Rissler, svensk politiker, borgmästare i Hudiksvall

## Fiktiva
- De två bröderna i Torgny Lindgrens bok Hummelhonung heter Olof och Hadar.